# Jacob Adolf Hägg
Jacob Adolf Hägg (Östergarn, 29 de juny de 1850 - Bjuråker, 1 de març de 1928) fou un compositor suec, era cosí germà del també músic Gustaf.
Va fer els seus estudis a Estocolm, Copenhaguen i Berlín. Es va assenyalar especialment com a compositor, cultivant tota classes de gèneres amb la mateixa fortuna.
Entre les seves obres instrumentals mereixen una particular menció les Romances sense paraules, dues sonates per a piano, una simfonia sobre temes nòrdics i diverses peces per a orgue i per a violoncel i piano.